# PGC 1
PGC 1 е гигантска елиптична галактика (тип cD) от каталога PGC, разположена в съзвездието Риби.

## Характеристики
Видимата звездна величина на галактиката е +16m, в резултат на което тя може да си види само с голям телескоп. Слънчевата светимост е равна на 3,7(9)·1010 L☉.
В галактиката е открит силния радиоизточник PKS 2357+00. Има релативистична струя.